# WTA Tour Championships 1997
Il WTA Tour Championships 1997 è stato un torneo di tennis che si è giocato al Madison Square Garden di New York negli USA dal 17 al 23 novembre su campi in sintetico indoor. È stata la 27ª edizione del torneo di fine anno di singolare, la 22ª del torneo di doppio.

## Campionesse

### Singolare
Jana Novotná ha battuto in finale  Mary Pierce con il punteggio di 7–6, 6–2, 6–3

### Doppio
Lindsay Davenport /  Jana Novotná hanno battuto in finale  Alexandra Fusai /  Nathalie Tauziat con il punteggio di 6–7, 6–3, 6–2